# NGC 63
NGC 63 este o galaxie spirală din constelația Peștii. Este localizată la RA 00h 17m 45.5s, dec −11° 27′ 01″, și are o magnitudine aparentă de 12.63.

## Descoperire
Această galaxie a fost descoperită de către Heinrich Louis d'Arrest în anul 1865.